# De Kersenpluk
De Kersenpluk is de Nederlandse debuutfilm van Arno Kranenborg uit 1997. De film heeft als internationale titel The Cherry Pick. Opnames werden onder andere gemaakt in Bonnen (gemeente Gieten), op de kermis in Gasselte, de gemeente Aa en Hunze en de provincie Drenthe.

## Plot
‘In ‘d meited zeen we mekaander weer’. Een 13-jarige jongen leest een lied over het vertrek van een trekvogel, geschreven in een kriebelig handschrift in het kookboek van zijn drie jaar geleden gestorven oma. Ook staat er iets in over een door haar en haar man ooit voorgenomen verre vliegreis, die nooit is gemaakt.
Het is de tijd van de jaarlijkse kersenpluk als de jongen uit de stad logeert bij zijn opa op het Drentse platteland. Opa is met het sterven van zijn vrouw zijn levenszin grotendeels kwijtgeraakt. Terwijl opa steeds meer afscheid neemt van het leven, ontdekt de jongen in die zomer voor het eerst de liefde. Een stille, kleine en breekbare liefde tussen een jongen van dertien en een jonge vrouw van achttien.
Het is winter als opa sterft. De jongen keert weer terug naar het dorpje om opa te begraven. Daar ontmoet hij de jonge vrouw weer. Een korte ontmoeting. Maar genoeg om hem te doen beseffen dat het nooit iets kan worden tussen hem en haar. De jongen begrijpt iets van de liefde.

## Achtergrond
Deels autobiografische speelfilm van Kranenborg, subtiel en weemoedig portret waarin de pijn die verlies met zich meebrengt centraal staat. Plaats van handeling is het Noord-Drentse platteland dat door cameraman Goert Giltay in glasheldere beelden is vastgelegd. Op de soundtrack onder anderen Earth & Fire en de onvermijdelijke Cuby & the Blizzards.  

## Rolverdeling
| Acteur                      | Personage                 |
| --------------------------- | ------------------------- |
| Anton Starke                | Opa                       |
| Finbarr Wilbrink            | Jan                       |
| Ricky Koole                 | Marie                     |
| Lucas Dijkema               | Jan Tabak                 |
| Anthony Starke              | Bedrijfsleider restaurant |
| Dirk Kuik                   | Taxichauffeur             |
| Tini Osinga                 | Oma                       |
| Berend Gouke Wendel         | Kruidenier                |
| Arie Meijerman (Adrian Mey) | zanger op de kermis       |

## Prijzen
Fiquera da FOZ 1997; Prijzen: ***Silververplate & Publieksprijs***, 
Nederlands Filmfestival '96 Competition, ***Nominatie Gouden Kalf Beste Acteur: Anton Starke, Nominatie Gouden Kalf Beste Actrice: Ricky Koole***

## Festivals
Onder andere: Mannheim-Heidelberg International Film Festival 1996 Official Competition, Thessaloniki International Film Festival 1996 Official Competition, Turijn International Film Festival 1996, Caïro International Festival 1996, Brussel International Filmfestival 1997, Palm Beach International Festival - Florida 1997, Chicago Silver Images Festival 1997, Seattle International Film Festival 1997, Sotchi International Film Festival 1997, Bratislavia Film Festival Forum 1997, Umea International Film Festival 1997, Vancouver International Film Festival 1997, Oulu International Film Festival 1997, New Delhi International Film Festival 1998, Palm Springs International Film Festival 1998, Cleveland International Film Festival 1998, Kiev (Molodist)-International Film Festival98 Competition, Portland International Film Festival 1998. 

## Pers
'…Innemend is ook de poëtische wijze waarop Kranenborg zijn thema's vormgeeft.... De plattelands-film 'De kersenpluk' is een prachtige fabel over goed en kwaad geworden…' (Hans Kroon - TROUW 1997)
'…Kranenborg, zelf een Drent van geboorte, kiest voor een buitengewoon sobere aanpak, waarin dialogen spaarzaam zijn, (ontwijkende) blikken het verhaal voor een belangrijk deel vertellen en volkomen naturel wordt geacteerd. Een zeldzaam verschijnsel in een Nederlandse film…' (Ab Zagt - ALGEMEEN DAGBLAD 1997)
'…Niet alleen wijst De Kersenpluk naar een levenswijze die uitsterft - met de invoering van het woord senioren verdwijnen oude wijze opa's - maar ook en vooral gaat volwassen worden in de film gepaard met het inleveren van geluk en gevoeligheid. Het Parool...' (Jos van der Burg - FILMKRANT 1997)
'...Tijdens het laatste Nederlands Film Festival werden Koole en Starke terecht genomineerd voor de Gouden Kalveren. Het is een eerbewijs dat vanzelfsprekend afstraalt op de regisseur, die met De kersenpluk op zijn minst nieuwsgierig maakt naar zijn volgende film.' (Pieter Steinz, NRC 1997)
'...At heart, the movie is a remembrance stretched to feature length, but is quietly engaging on its own terms....' ) Derek Elley, VARIETY 1996)